# The Dark Pictures Anthology: The Devil in Me
The Dark Pictures Anthology: The Devil in Me, también conocido simplemente como The Devil in Me, es un drama interactivo y videojuego de terror de supervivencia desarrollado por Supermassive Games y publicado por Bandai Namco Entertainment. Es la cuarta entrega y el final de la primera temporada de The Dark Pictures Anthology, después de Man of Medan (2019), Little Hope (2020) y House of Ashes (2021).
Al igual que los juegos anteriores de la serie, The Devil in Me presenta un elenco de cinco protagonistas jugables y una narrativa multilineal influenciada por la elección del jugador. Las escenas de toma de decisiones del juego, de las cuales hay varias, pueden alterar significativamente la trayectoria de la trama y cambiar las relaciones entre los personajes principales. Debido a estas elecciones, cualquiera de los cinco protagonistas puede morir de forma permanente.
El título presentara nuevas funciones, como inventario de personajes, rompecabezas basados en herramientas y nuevas capacidades de movimiento, como correr, saltar y trepar.
The Devil in Me se lanzará para Microsoft Windows, PlayStation 4, PlayStation 5, Xbox One y Xbox Series X/S el 18 de noviembre de 2022.